# Liu Fu
En aquest nom xinès, el cognom és Liu.
Liu Fu (mort el 208 EC), nom estilitzat Yuanying (元穎), va ser un polític del període de la tardana Dinastia Han Oriental de la història xinesa. Va servir com a Inspector de la Província de Yang. Liu Fu es va fer conegut per haver convertit Hefei en una fortalesa per promoure la colonització, la irrigació, i la construcció d'escoles.

## Biografia
La casa ancestral Liu Fu era en el Comtat Xiang, Pei (al nord-oest de l'actual Comtat Suixi, Anhui). Durant els anys finals de la Dinastia Han Oriental, ell va fugir a la Província de Yang (揚州) per escapar del caos. A principis de 196 ell va convèncer els generals del senyor de la guerra Yuan Shu, Qi Ji (戚寄) i Qin Yi, (秦翊) de fer defecció cap a un altre senyor de la guerra Cao Cao, que ocupava llavors el càrrec d'Excel·lència sobre les Masses (司徒). Cao Cao fou complagut per dit fet i emprà Liu Fu com un oficial ajudant.
En el 200, el senyor de la guerra Sun Ce n'envià a Li Shu (李述), Administrador de Lujiang (廬江), per matar a Yan Xiang, l'Inspector (刺史) de la Província de Yang. Mei Qian (梅乾), Lei Xu (雷緒) i Chen Lan van reclutar milers d'homes en la regió del riu Huai. Per eixa època, Cao Cao estava ocupat lluitant amb el seu rival Yuan Shao a la batalla de Guandu i no en podia trobar temps per pacificar la zona. Cao Cao sentí que Liu Fu podria estabilitzar el sud-est (referint-se a les regions del riu Huai i Jiangdong) sent així que el nomenà com l'Inspector de la Província de Yang.
En assumir el càrrec, Liu Fu va ordenar la construcció de la fortalesa de Hefei (合肥城) per a servir com a centre administratiu de la província de Yang (el centre administratiu previ era a Liyang 歷陽).

## Família
- Fill: Liu Jing (劉靖), va ser en la dinastia Han Oriental i en l'estat de Cao Wei. El nomenament més important que li fou atorgat durant el seu servei fou el de General que Vigila el Nord (鎮北將軍). Se li concedí el títol de Marquès de Jiancheng (成鄉侯).
- Nets:
  - Liu Xi (劉熙), fill de Liu Jing, heretà el títol de marquès del seu pare.
  - Liu Hong (劉弘), germà menor de Liu Xi. Durant la dinastia Jin Occidental, va ocupar el càrrec de Capità General dels Carruatges i la Cavalleria (車騎大將軍), Inspector de la Província de Jing (荊州刺史), i se li va concedir el títol de Duc de la Comandància Xincheng (新城郡公).
- Besnet: Liu Fan (劉璠), fill de Liu Hong, va servir com General del Nord de la Casa (北中郎將) durant la dinastia Jin Oriental